# Gran Premio del Sudafrica 1977
Il Gran Premio del Sudafrica 1977 è stata la terza prova della stagione 1977 del Campionato mondiale di Formula 1. Si è corsa sabato 5 marzo 1977 sul circuito di Kyalami. La gara venne vinta dall'austriaco Niki Lauda su Ferrari. Precedette sul traguardo Jody Scheckter su Wolf-Ford Cosworth e Patrick Depailler su Tyrrell-Ford Cosworth.
La gara fu funestata dalla morte del commissario di gara Frederik Jansen van Vuuren, investito dalla Shadow di Tom Pryce, che a sua volta fu colpito al capo dall'estintore che lo steward trasportava, perdendo anch'egli la vita.
Fu l'ultima apparizione del pilota brasiliano Carlos Pace, che il 18 Marzo successivo morirà prematuramente in un incidente aereo.

## Vigilia

### Aspetti tecnici
La Brabham affidò a Carlos Pace la versione B della BT45. La nuova versione aveva nuove sospensioni e un cambio a 6 marce fornito dall'Alfa Romeo. La Ferrari presentò un modello 312 T2 con un nuovo alettone, con i radiatori riposizionati e con un nuovo disegno delle prese d'aria.

### Aspetti sportivi
La March sostituì Ian Scheckter (infortunatosi a una gamba in una gara proprio in Sudafrica) con Hans-Joachim Stuck, già impiegato dalla scuderia britannica in 35 gran premi tra il 1974 e il 1976. Vennero iscritte anche due March private: una per Boy Hayje dalla RAM (che nel 1976 aveva presentato delle Brabham private), l'altra dalla Chesterfield Racing per Brett Lunger. Il primo mancava dal Gran Premio d'Olanda 1976, mentre Lunger dal Gran Premio degli Stati Uniti d'America-Est 1976, corso con la Surtees. La Copersucar decise di impiegare il solo Emerson Fittipaldi.
Nella settimana precedente la gara il circuito fu teatro di alcune sessioni di prove libere. Il tempo migliore venne fatto segnare da John Watson su Brabham-Alfa Romeo con 1'15"10.
Fu l'ultima volta che il team Stanley-BRM riuscì a qualificarsi e a concludere la gara con il vecchissimo telaio modello P 201 (che aveva debuttato nello stesso Gran Premio ben tre anni prima, con Jean Pierre Beltoise, cogliendo un insperato secondo posto).

## Qualifiche

### Resoconto
Nelle prime prove libere il tempo più rapido venne fatto segnare da Niki Lauda in 1'15"61, precedendo Mario Andretti e John Watson. Il giorno seguente, in quelle ufficiali, il tempo migliore fu di Tom Pryce su Shadow in 1'31"57, davanti a Lauda e Hans-Joachim Stuck. La giornata fu caratterizzata dalla pioggia, che alzò di molto i tempi dei corridori.
Nella seconda giornata di prove del giovedì la pista fu asciutta e James Hunt su McLaren conquistò la terza pole stagionale, con 1'15"96, precedendo Carlos Pace e Niki Lauda. Hunt ottenne il tempo nella parte finale della sessione, sfruttando la scia di alcune vetture che lo precedevano. La Brabham contestò il tempo attribuito a Pace, indicando in 1'15"94 il suo tempo migliore, inferiore a quello di Hunt. Inoltre il tempo del britannico non era stato segnalato dai vari centri di cronometraggio delle scuderie.
Niki Lauda nella sessione ufficiale scontò problemi di aderenza, dovuti a gomme e sospensioni, che non gli consentirono di ripetere il tempo delle prove libere del mattino. Anche Mario Andretti, su Lotus fu penalizzato dalla rottura della pompa dell'olio, non potendo prendere parte agli ultimi trentacinque minuti delle prove.

### Risultati
Nella sessione di qualifica si è avuta questa situazione:
| Pos | Nº | Pilota             | Costruttore              | Tempo   | Griglia |
| --- | -- | ------------------ | ------------------------ | ------- | ------- |
| 1   | 1  | James Hunt         | McLaren-Ford Cosworth    | 1'15"96 | 1       |
| 2   | 8  | Carlos Pace        | Brabham-Alfa Romeo       | 1'16"01 | 2       |
| 3   | 11 | Niki Lauda         | Ferrari                  | 1'16"29 | 3       |
| 4   | 4  | Patrick Depailler  | Tyrrell-Ford Cosworth    | 1'16"33 | 4       |
| 5   | 20 | Jody Scheckter     | Wolf-Ford Cosworth       | 1'16"35 | 5       |
| 6   | 5  | Mario Andretti     | Lotus-Ford Cosworth      | 1'16"38 | 6       |
| 7   | 3  | Ronnie Peterson    | Tyrrell-Ford Cosworth    | 1'16"44 | 7       |
| 8   | 12 | Carlos Reutemann   | Ferrari                  | 1'16"54 | 8       |
| 9   | 28 | Emerson Fittipaldi | Fittipaldi-Ford Cosworth | 1'16"64 | 9       |
| 10  | 6  | Gunnar Nilsson     | Lotus-Ford Cosworth      | 1'16"65 | 10      |
| 11  | 7  | John Watson        | Brabham-Alfa Romeo       | 1'16"71 | 11      |
| 12  | 26 | Jacques Laffite    | Ligier-Matra             | 1'16"74 | 12      |
| 13  | 2  | Jochen Mass        | McLaren-Ford Cosworth    | 1'16"99 | 13      |
| 14  | 19 | Vittorio Brambilla | Surtees-Ford Cosworth    | 1'17"08 | 14      |
| 15  | 16 | Tom Pryce          | Shadow-Ford Cosworth     | 1'17"11 | 15      |
| 16  | 22 | Clay Regazzoni     | Ensign-Ford Cosworth     | 1'17"21 | 16      |
| 17  | 9  | Alex-Dias Ribeiro  | March-Ford Cosworth      | 1'17"44 | 17      |
| 18  | 10 | Hans-Joachim Stuck | March-Ford Cosworth      | 1'17"49 | 18      |
| 19  | 18 | Hans Binder        | Surtees-Ford Cosworth    | 1'18"07 | 19      |
| 20  | 17 | Renzo Zorzi        | Shadow-Ford Cosworth     | 1'18"42 | 20      |
| 21  | 33 | Boy Hayje          | March-Ford Cosworth      | 1'19"59 | 21      |
| 22  | 14 | Larry Perkins      | BRM                      | 1'21"77 | 22      |
| 23  | 30 | Brett Lunger       | March-Ford Cosworth      | 1'24"35 | 23      |

## Gara

### Resoconto
Scattato dalla pole position, James Hunt riuscì a tenere il comando della gara, precedendo Niki Lauda, Jody Scheckter e Patrick Depailler. Carlos Pace ebbe un problema al cambio e scalò in quinta piazza, davanti a Jochen Mass e Mario Andretti.
Al settimo giro Niki Lauda sorpassò James Hunt e prese il comando della gara; nel frattempo Ronnie Peterson fu costretto al ritiro per un problema all'alimentazione e Hunt andò in crisi con le gomme, tanto che venne passato da Scheckter al giro 18. Nello stesso giro Carlos Reutemann passò Mario Andretti issandosi al settimo posto.
Alla fine del 21º giro, Renzo Zorzi fu costretto a parcheggiare la sua Shadow sulla linea del traguardo, davanti ai box, per problemi al serbatoio della benzina che causarono un principio d'incendio. Il pilota italiano uscì dall'abitacolo attivando il sistema di estinzione della monoposto: in suo aiuto accorsero due commissari, che estintori alla mano attraversarono imprudentemente la pista, mentre la corsa continuava normalmente (non esisteva ancora la safety car e non era stata esposta la bandiera gialla). Essendo il rettilineo del traguardo conformato a dosso, con conseguente limitata visibilità frontale per i piloti, gli accorrenti Hans-Joachim Stuck, Tom Pryce e Jacques Laffite si accorsero all'ultimo momento della presenza in pista dei due inservienti: Stuck mancò di pochissimo l'impatto con il primo, mentre Pryce non poté evitare il secondo, uno studente sudafricano di appena 19 anni, Frederik Jansen van Vuuren, che venne sbalzato violentemente per aria e ricadde dilaniato, e morto sul colpo, nella via di fuga.
Nell'impatto Pryce fu colpito in testa dall'estintore del commissario, il cui peso (quaranta libbre, circa una ventina di chilogrammi), moltiplicato per la velocità della vettura che, in quel tratto, era di circa 275 km/h, si tradusse in una forza d'urto di diverse centinaia di chili, che fece volar via il casco del pilota, gli sfondò il cranio e gli provocò anche una parziale decapitazione. Pryce morì all'istante; l'estintore poi rimbalzò e volò al di sopra delle tribune che costeggiavano la pista, atterrando su una vettura ferma nel parcheggio del circuito.
La Shadow, danneggiata al musetto e al roll-bar, col pilota ormai praticamente già cadavere, proseguì incontrollabilmente la sua corsa: diminuendo leggermente la velocità, sbandò sulla destra, uscì di pista e strisciò contro il guard-rail, mentre la Ligier di Jacques Laffite, che non aveva ancora capito cosa fosse accaduto, la superava. In prossimità della curva "Crowthorne", infine, la Shadow rientrò in pista dopo aver urtato contro l'uscita per veicoli d'emergenza e centrò in pieno la vettura di Laffite che stava curvando, trascinandola con sé contro le reti di protezione, dove terminò la sua corsa. Laffite non riportò conseguenze fisiche.
Il pilota gallese fu estratto dalla vettura e, pur essendo ormai morto, fu trasportato verso l'ospedale in autoambulanza. Passarono diverse decine di minuti prima che i due fatti (l'incidente al commissario e quello di Pryce) fossero ricollegati e si capisse quindi l'effettiva dinamica.
La corsa comunque proseguì e Niki Lauda continuò a dominare la gara, mentre più dietro si scaldò la lotta per il settimo posto tra Reutemann, Andretti e Watson. L'argentino fu autore di un testacoda dopo un contatto con Andretti e venne passato dai due e da Vittorio Brambilla. Il monzese tentò poi l'assalto a Watson, ma senza successo.
Al 48º giro Carlos Pace fu costretto a una sosta ai box, che lo fece precipitare al quattordicesimo posto. Ora la classifica vedeva in testa Niki Lauda, seguito da Jody Scheckter, James Hunt, Patrick Depailler, Jochen Mass, John Watson e Vittorio Brambilla.
Alla sessantaseiesima tornata Hunt sbagliò un doppiaggio e consentì a Depailler di passarlo dopo un bel duello fianco a fianco. Niki Lauda, che stava dominando la gara, fu costretto invece a rallentare. Un pezzo della vettura di Pryce, la parte superiore del roll-bar, si era infilata sotto la fiancata e aveva danneggiato il radiatore dell'acqua sinistro della sua Ferrari che, lentamente, perse circa i due terzi del liquido refrigerante. Con il propulsore ormai surriscaldato, il vantaggio di Lauda scese vistosamente ma l'austriaco riuscì a vincere anche se tagliò il traguardo a motore spento. Secondo fu Scheckter, terzo Depailler. Vittorio Brambilla tentò fin l'ultimo giro di passare Watson, ma i suoi sforzi per artigliare un punto furono vani.
In testa al mondiale andò Scheckter, mentre secondo, a due, punti era Lauda. Per il pilota austriaco fu la prima vittoria dopo il rogo del Nürburgring. Watson conquistò il suo primo giro veloce nel mondiale, per il motore Alfa il primo dal Gran Premio di Spagna 1951.
Fu l'ultima gara di Formula 1 in cui riuscì a qualificarsi e a partire una BRM. La squadra, passata di proprietà di Louis Stanley nel 1975 e ridenominata Stanley-BRM, fu costretta a gareggiare con il vecchio modello P 201-C ,una vettura che aveva debuttato ben tre anni prima, perché il nuovo modello P 207 non era competitivo.

### Risultati
I risultati del gran premio sono i seguenti:
| Pos | Nº | Pilota             | Costruttore              | Giri | Tempo/Ritiro       | Pos.Griglia | Punti |
| --- | -- | ------------------ | ------------------------ | ---- | ------------------ | ----------- | ----- |
| 1   | 11 | Niki Lauda         | Ferrari                  | 78   | 1:42'21"6          | 3           | 9     |
| 2   | 20 | Jody Scheckter     | Wolf-Ford Cosworth       | 78   | + 5"2              | 5           | 6     |
| 3   | 4  | Patrick Depailler  | Tyrrell-Ford Cosworth    | 78   | + 5"7              | 4           | 4     |
| 4   | 1  | James Hunt         | McLaren-Ford Cosworth    | 78   | + 9"5              | 1           | 3     |
| 5   | 2  | Jochen Mass        | McLaren-Ford Cosworth    | 78   | + 19"9             | 12          | 2     |
| 6   | 7  | John Watson        | Brabham-Alfa Romeo       | 78   | + 20"2             | 11          | 1     |
| 7   | 19 | Vittorio Brambilla | Surtees-Ford Cosworth    | 78   | + 23"6             | 14          |       |
| 8   | 12 | Carlos Reutemann   | Ferrari                  | 78   | + 26"7             | 8           |       |
| 9   | 22 | Clay Regazzoni     | Ensign-Ford Cosworth     | 78   | + 46"2             | 16          |       |
| 10  | 28 | Emerson Fittipaldi | Fittipaldi-Ford Cosworth | 78   | + 1'11"7           | 9           |       |
| 11  | 18 | Hans Binder        | Surtees-Ford Cosworth    | 77   | + 1 giro           | 19          |       |
| 12  | 6  | Gunnar Nilsson     | Lotus-Ford Cosworth      | 77   | + 1 giro           | 10          |       |
| 13  | 8  | Carlos Pace        | Brabham-Alfa Romeo       | 76   | + 2 giri           | 2           |       |
| 14  | 30 | Brett Lunger       | March-Ford Cosworth      | 76   | + 2 giri           | 23          |       |
| 15  | 14 | Larry Perkins      | BRM                      | 73   | + 5 giri           | 22          |       |
| Rit | 9  | Alex-Dias Ribeiro  | March-Ford Cosworth      | 66   | Motore             | 17          |       |
| Rit | 10 | Hans-Joachim Stuck | March-Ford Cosworth      | 55   | Motore             | 18          |       |
| Rit | 5  | Mario Andretti     | Lotus-Ford Cosworth      | 43   | Incidente          | 6           |       |
| Rit | 33 | Boy Hayje          | March-Ford Cosworth      | 33   | Cambio             | 21          |       |
| Rit | 26 | Jacques Laffite    | Ligier-Matra             | 22   | Incidente          | 12          |       |
| Rit | 16 | Tom Pryce          | Shadow-Ford Cosworth     | 22   | Incidente mortale  | 15          |       |
| Rit | 17 | Renzo Zorzi        | Shadow-Ford Cosworth     | 21   | Perdita di benzina | 20          |       |
| Rit | 3  | Ronnie Peterson    | Tyrrell-Ford Cosworth    | 5    | Alimentazione      | 7           |       |

## Statistiche

### Piloti
- 13ª vittoria per  Niki Lauda;
- 1º giro più veloce per  John Watson;
- Ultimo Gran Premio per  Tom Pryce e  Carlos Pace;

### Costruttori
- 66ª vittoria per la  Ferrari;

### Motori
- 66ª vittoria per il motore  Ferrari;

### Pneumatici
- 92ª vittoria per gli pneumatici  Goodyear;

### Giri in testa
- James Hunt (1-6);
- Niki Lauda (7-78);

## Classifiche

### Piloti
| Pos | Pilota             | Punti |
| --- | ------------------ | ----- |
| 1   | Jody Scheckter     | 15    |
| 2   | Niki Lauda         | 13    |
| =   | Carlos Reutemann   | 13    |
| 4   | James Hunt         | 9     |
| 5   | Carlos Pace        | 6     |
| 6   | Emerson Fittipaldi | 6     |
| 7   | Patrick Depailler  | 4     |
| 8   | Mario Andretti     | 2     |
| =   | Gunnar Nilsson     | 2     |
| =   | Jochen Mass        | 2     |
| 11  | Clay Regazzoni     | 1     |
| =   | Renzo Zorzi        | 1     |
| =   | John Watson        | 1     |

### Costruttori
| Pos | Costruttore              | Punti |
| --- | ------------------------ | ----- |
| 1   | Ferrari                  | 26    |
| 2   | Wolf-Ford Cosworth       | 15    |
| 3   | McLaren-Ford Cosworth    | 9     |
| 4   | Brabham-Alfa Romeo       | 7     |
| 5   | Fittipaldi-Ford Cosworth | 6     |
| 6   | Lotus-Ford Cosworth      | 4     |
| =   | Tyrrell-Ford Cosworth    | 4     |
| 8   | Ensign-Ford Cosworth     | 1     |
| =   | Shadow-Ford Cosworth     | 1     |